# Roksana Táborská
Roksana Táborská (rozená Vintoniv) je česká psycholožka, psychoterapeutka a výzkumnice, která pracuje v Národním ústavu duševního zdraví.

## Kariéra
Vystudovala psychologii na Vyšší odborné škole psychosociální v Praze, kde absolvovala daseinsanalytický psychoterapeutický výcvik. V současné době[kdy?] pokračuje v doktorandském studiu na Univerzitě Karlově, kde pracuje na své disertační práci Intervence založené v přírodě: v léčbě afektivních poruch.
Aktuálně pracuje v Národním ústavu duševního zdraví, kde se zabývá prevencí sebevražd.
Je spoluzakladatelkou společnosti Psychoterapeutický přístav, která se zaměřuje na pomoc začínajícím psychoterapeutům.
V roce 2024 byla časopisem Forbes vybrána do žebříčku mladých úspěšných lidí Forbes 30 pod 30.

## Osobní život
Své kořeny má na Ukrajině, odkud pochází její rodiče.
Je vdaná za psychologa Adama Táborského, se kterým rozvíjí Terapii mezi stromy.